# Kladno
För andra betydelser, se Kladno (olika betydelser).
Kladno är en stad i Tjeckien, belägen cirka 25 kilometer nordväst om Prag. Folkmängden uppgick till 68 466 invånare i början av 2016.